# 笑っていいとも!増刊号
『笑っていいとも!増刊号』（わらっていいとも ぞうかんごう、英称:WARATTE IITOMO SPECIAL ISSUE）は、フジテレビ系列で1982年10月24日から2014年3月30日までの31年5ヶ月間、毎週日曜日の午前に放送されていたバラエティ番組。通称は『増刊号』。
タモリ（森田一義） が総合司会を務めた平日正午の帯バラエティ番組『森田一義アワー 笑っていいとも!』の1週間を振り返るダイジェスト番組として放送された。
直後番組『産経テレニュースFNN』とセットで放送されており、放送時間が何回か変動した。

## 概要
平日、正午からの帯番組として1980年10月1日から1982年10月1日まで生放送されていた帯バラエティ番組『笑ってる場合ですよ!』の後継番組として『笑っていいとも!』がスタートしたが、本番組も『笑ってる場合ですよ!』のダイジェスト番組『もう一度笑ってる場合ですよ!』の後継番組として、1982年10月24日から放送が開始された。
当番組では、1982年10月4日から2014年3月31日まで平日正午に生放送していた『笑っていいとも!』の、前週分の『テレフォンショッキング』をダイジェスト形式で5日分まとめて放送するほか、各曜日日替わりコーナーのダイジェスト、本放送では観覧客しか見ることが出来ないCM中のタモリや各曜日レギュラー陣・ゲストとのトークなどを放送していた。
その他、1991年1月からは、『いいとも!』生放送終了後の約30分間にタモリとレギュラー陣がスタジオ舞台上でトークを繰り広げる放送終了後トーク（後説）の一部を当番組で「放送終了後のお楽しみ」として放送していた。1990年12月以前は13:00 - 13:30 に同じスタジオアルタで『ライオンのいただきます』（後の『ライオンのいただきますII』→『ライオンのごきげんよう』）が引き続き生放送されており、基本的に『いいとも!』とセットで観覧することとなっていた。
FNN報道特別番組や西暦奇数年に中継する「東京マラソン」、毎年夏に生放送されている『FNS27時間テレビ』の生放送・中継によりその週の通常の『増刊号』が休止された場合、翌週分を含めた先週・先々週の2週間分（10日分）の「テレフォンショッキングダイジェスト」の内容を中心に放送していた。
全編ローカルセールス枠での放送だった。

### 番組終了とその後
『笑っていいとも!』本放送は2014年3月31日に最終回を迎え、当番組はその前日の3月30日に終了した（つまり、本放送のダイジェストは放送されなかった）。『笑っていいとも!』の後継番組となったバラエティ番組『バイキング』（後に2020年9月28日から情報番組となり『バイキングMORE』）では、日曜版のダイジェスト放送が設定されなかったため、ダイジェスト番組『もう一度笑ってる場合ですよ!』以来34年続いたフジテレビ平日正午バラエティの日曜ダイジェスト放送は、この番組を以って一旦終了した。
しかし『バイキング』シリーズ終了後『ポップUP!』を挟み、2023年1月9日に開始された後継番組『ぽかぽか』では同月14日より『今週のぽかぽか』が設定されたため、9年振りにダイジェスト番組が復活した。ただ『今週のぽかぽか』の放送枠は、当初土曜昼の『土曜ワイド』や日曜夕方の『日曜スペシャル』と一定していないため、定時放送としては未だに設定されていなかったが、2024年4月6日から土曜午前10:25 - 11:05の40分枠で定時放送されている。

## 出演者
本放送のレギュラー出演者については、笑っていいとも!レギュラー出演者一覧を参照。

### 増刊号担当者

#### 歴代
- 中井美穂 (1987.10 - 1995.9) （初代増刊号アナウンサー、最初の半年は金曜日「テレフォンアナウンサー」と兼任。）
- 西山喜久恵 (1995.10 - 2001.7) （水曜日 → 金曜日 → 増刊号（2代目増刊号アナウンサー））
- 中野美奈子 (2004.10 - 2006.9) （火曜日 → 増刊号（3代目増刊号アナウンサー））
- 斉藤舞子 (2006.10 - 2011.3) （木曜日 → 金曜日 → 増刊号（4代目増刊号アナウンサー））
- 中村光宏 (2011.4 - 2012.3) （日替わり → 水曜日 → 増刊号（5代目増刊号アナウンサー））
- デニス（松下宣夫・植野行雄） (2012.11 - 2014.3) （増刊号特派員、不定期）
- 竹内友佳（フジテレビアナウンサー）★ (2012.4 - 2014.3) （火曜日 → 増刊号（6代目増刊号アナウンサー））

### ナレーション
- 小野厚徳（フリーアナウンサー（当時は小野裕史として活動）、番組開始から、山中アナウンサーまでの期間。）
- 山中秀樹（フジテレビアナウンサー（当時）、番組当初から担当。顔出しでの出演もあった。）
- 吉沢孝明（フジテレビアナウンサー（当時））
- 伊藤利尋（フジテレビアナウンサー）[注 4]
- 智田裕一（フジテレビアナウンサー）
- 畑中ふう（ナレーター、2004.4 - 2004.7、関西ローカル番組でお馴染み）
- 中村仁美（フジテレビアナウンサー、2004.12 - 2005.3、女性アナウンサーがナレーションをするのは初めて）[注 5]
- 田淵裕章（フジテレビアナウンサー、2005.10 - 2006.3）[注 6]
- 奥寺健（フジテレビアナウンサー、2006.4 - 2006.9）[注 7]
- 田中真弓（声優、2009.5.3 - 2009.8.30。テレビアニメ『ONE PIECE』とのコラボ）[注 8]
- 富山敬（声優 時期不明、クレジット上ではDJと表記）
- 桜庭亮平（フジテレビアナウンサー、不定期）[注 9]
- 鈴木芳彦（フジテレビアナウンサー、2006.10 -2011.3 、最終回特番で復活）[注 9]
- 渡辺和洋（フジテレビアナウンサー、2009.9 - 、不定期）[注 10][注 4]
- 斉藤舞子 (2011.4 - 最終回)
- 竹内友佳 (2013.4 - 最終回)

## 主な出来事

### 放送時間の変遷
| 放送期間   | 放送期間  | 放送時間      | 放送分数 |
| ---------- | --------- | ------------- | -------- |
| 1982.10.24 | 1984.3.25 | 10:00 - 11:50 | 110分    |
| 1984.4.1   | 1984.9.30 | 09:30 - 11:20 | 110分    |
| 1984.10.7  | 1992.3.29 | 10:00 - 11:50 | 110分    |
| 1992.4.5   | 2014.3.30 | 10:00 - 11:45 | 105分    |

### 放送期間中の出来事
- 1982年(昭和57年)10月4日から『笑っていいとも!』放送開始。本放送開始から20日後の1982年10月24日より『笑っていいとも!』のダイジェスト番組として本番組放送開始。
- 番組開始当初は作家の嵐山光三郎が「増刊号編集長」として、一週間のダイジェストの案内役で出演しており、ゲストと嵐山のトークコーナーや番組の最後には「編集後記」ならぬ「編C後記」というコーナーがあった。番組の最後は「では、来週も見てくれるかな？」で締めていた（リプライなし）。
  - 嵐山は1987年10月をもって降板し、2代目として関根勤に引き継いだ。更にアシスタントとして当時フジテレビアナウンサーであった岩瀬惠子が就く。岩瀬は関根に「顔が服部まこに似ている」と評され、「服部なまこ」というアダ名をつけられていた。
- 放送ライブラリーで、1989年1月15日放送分が視聴可能である。
- 2004年初頭から2004年9月まで、「いいとも!」に縁の深い大物芸能人が「増刊号特別責任編集長」に就任し、「曜日対抗いいとも!選手権」のゲームや「各曜日日替わりコーナー」など番組内での想い出等を語るコーナーが設置された。
- 年始の『増刊号スペシャル』では、『特大号』の名場面をダイジェストで放送していた。
- 年に1度、『FNSの日』の中で「増刊号生スペシャル」として放送されていた。
- オープニングは、番組開始当初から2000年（平成12年）3月30日までは、『いいとも!』レギュラー放送5日分（1週間）の中でタモリといいとも青年隊が「ウキウキWATCHING」（作詞：小泉長一郎、作曲：伊藤銀次）を歌っている様子をそのまま放送していた。当初は『いいとも!』タイトルテロップまでそのまま放送しておりそのまま横から「増刊号」の文字が飛んできていたが、後に当番組独自でタイトルを入れるようになった。
  - 2009年10月11日放送分から増刊号のオープニングが簡略化され、「ウキウキWATCHING」のテーマ曲に乗せてタモリが登場するオープニングシーンは廃止となった。番組スタートからいきなり日替わりコーナーのダイジェストが放送される形に変更され、番組タイトルロゴは画面左端上部に小さく表記される形に変更された。
- 2004年（平成16年）7月11日には『緊急生放送 笑っていいとも!増刊号 選挙SP』がお台場のFCGビルより生放送された。増刊号特別企画『いいとも!総選挙』として、各曜日から推薦された若手お笑い芸人5組が番組に登場し、携帯電話による視聴者投票で1位になった者が次週の『増刊号』で特別に自分のコーナーが持てるという特別企画を行い、青木さやか 87,956票が1位となり当選となった。
  - 月曜日推薦：青木さやか 87,956票
  - 火曜日推薦：チャイルドマシーン 32,880票
  - 水曜日推薦：BOOMER 33,472票
  - 木曜日推薦：オジンオズボーン 59,791票
  - 金曜日推薦：スピードワゴン 83,206票
- 2004年の「FNS27時間テレビ めちゃ2オキてるッ! 楽しくなければテレビじゃないじゃ〜ん!!」での「増刊号生スペシャル」では、ナインティナインの岡村隆史が『テレフォンショッキング』の司会・進行を務め、タモリがテレフォンゲストとして登場した。
  - 通常『いいとも!』ではタモリ型の携帯電話のストラップが用意されるが、この時は特別に岡村型のストラップが作られていた。
- 新いいとも!レギュラー陣の記者会見は3月末または9月末の金曜日に『いいとも!』が生放送されている新宿スタジオアルタで行われ、翌週の『増刊号』でその模様が放送される。
- 2005年7月31日放送分からは同年6月25日 - 7月24日の期間中に行なった、スタジオアルタのデジタルハイビジョン化工事完了に伴い、ハイビジョン制作となりフジテレビ・東海テレビ・関西テレビの地上デジタル放送ではデジタルハイビジョン放送（画面サイズが16:9・HD）を開始した。他の系列局でも順次地上デジタル放送開始と同時にデジタルハイビジョン放送となった。

- 2010年2月28日、当日に起こったチリ大地震による日本列島に大津波警報が発表されたため、日本地図が画面右下に当番組放送終了時間まで表示されていた。

- 2011年7月24日、『増刊号生スペシャル』、当番組内の正午を以って地上アナログ放送が終了し、地上デジタル放送へ完全移行するため、「地上デジタル放送完全移行セレモニー」を実施した。
  - 地上デジタル放送完全移行数分前から説明や地上デジタル放送完全移行への「いいとも!」コールなどをタモリが行い、正午に東北3県を除く全国で地上デジタル放送へ完全移行した。
  - 正午に、アナログ放送では放送を終え、デジタル放送ではテーマ曲の「ウキウキWatching」のデジタル放送開始バージョン「デジタルWatching」を、タモリが『FNS27時間テレビ めちゃ2デジッてるッ! -What A digital we are!- 笑顔になれなきゃテレビじゃないじゃ〜ん!!』総合司会の岡村隆史を加えたいいともAD隊（クルット&ハリー）と共に歌った。
  - 正午から特別仕様の番組タイトル『森田一義アワー 地デジでいいとも!』が使用され、タイトルロゴのフラッグの色が赤・緑・青のRGB3原色となった。
  - 地上デジタル放送移行が延期された東北3県の岩手めんこいテレビ・仙台放送・福島テレビとは生中継をつなぎ、地上アナログ放送が続いていることを説明した。

- 2013年10月22日(火曜日)の『いいとも!』エンディングにおいて、木曜レギュラーの笑福亭鶴瓶が「曜日対抗いいともCUP」のコーナー終了後に突如登場。鶴瓶が「いいとも!終わるってホンマ?」と問いかけると、タモリが「来年の3月いっぱいでいいとも!終わります」とコメントし、2014年3月末で『いいとも!』『増刊号』両番組の放送終了が発表された。

### 番組タイトル・ロゴ表記
番組タイトルロゴ表記は、平日版の『いいとも!』と若干異なり、「笑って」の旗が「増刊号」のところにささっている（平日版は「いいとも!」に「笑って」の旗がささっている）。開始当初は本放送の「笑っていいとも!」ロゴの表示のあと「増刊号」と表示していたが、以降は上記のオリジナルタイトルとなった。2009年4月に24年ぶりに番組タイトルロゴが変更され、増刊号の字体が3段重ねになった。2004年までは番組タイトルロゴを毎週表示していたが、その後は左上に小さく表示されるだけだった。
また、番組開始当初から2008年度末まではこの番組の司会者であるタモリに「森田一義」のネームテロップがオープニング登場シーンで表示されていたが、以降は表示されていない。

### コラボレーション企画
2009年（平成21年）5月3日の放送分から同年8月30日放送分までは、テレビアニメ『ONE PIECE』とのコラボレーション企画にて、冒頭から『増刊号』のタイトルバックが出るまでの約20分間、ルフィ（声：田中真弓）によるナレーションとアニメ映像が、各曜日コーナー前の紹介と番組タイトルコールに使われた。
冒頭で、タモリを模したキャラを使った船がアニメで描かれていた。日替わりコーナー最中のナレーションは普段通り『増刊号』のナレーションを担当している鈴木芳彦（フジテレビアナウンサー）が担当していたが、その中で「ルフィありがとう!」という掛け合いがあった（田中のクレジットはエンドロールでも表記されていた）。
また、ルフィはタモリが出演していたバラエティ番組『トリビアの泉 〜素晴らしきムダ知識〜』の2010年2月27日放送分の単発スペシャルでもコラボ を果たしている。

## コーナー・企画

### 番組終了時点のレギュラーコーナー
テレフォンショッキングダイジェスト
1週間分（5日分）の「テレフォンショッキング」をダイジェスト形式で振り返る。
平日版では観客しか観ることの出来ない、CM中の未公開シーンも放送される。
各曜日日替わりコーナーダイジェスト
各曜日日替わりコーナーをダイジェストで放送。
日替わりコーナーの詳細については笑っていいとも!のコーナー一覧を参照。
放送終了後未公開トーク（後説）
レギュラー陣は“後説”と呼んでいる。平日の『いいとも!』生放送終了後の約30分間、当日の観客に向けて行われるタモリと各曜日レギュラー陣のトークを放送。コーナー開始当初のタイトルは『放送終了後のお楽しみ』だった。
増刊号スペシャル
“後説”や後述の『座っていいとも!』が行われない曜日に収録される。平日の『いいとも!』生放送終了後に収録され、増刊号担当アナウンサー又は各曜日テレフォンアナウンサーの進行で、オリジナル企画を放送。
突撃!楽屋レポート
2012年11月11日放送分から、デニス（松下宣夫・植野行雄）の2人が毎週、「増刊号特派員」となり、楽屋に突撃訪問し、視聴者からの質問を出演者に行う。

### 不定期コーナー
森田一義アワー 座っていいとも!
“後説”が行われない曜日に収録。喫茶店を模したセット（店名は『Cafe座って!』）で、タモリと各曜日レギュラー陣がソファーに座り、ドリンク・お菓子を飲食しながらその日に出されるテーマに沿ってプライベートトークを展開していくコーナー。
進行は各曜日のテレフォンアナウンサー。ドリンクやお菓子などはウエイト役のいいとも青年隊・少女隊・AD隊が運ぶ。
2011年1月からは毎年、冬の期間は特大のコタツに入って、タモリを含む各曜日レギュラー陣が入ってお茶やみかんを食べながらトークを展開している。
いいとも!NEWS
『笑っていいとも!』での大きな出来事などをニュースにして紹介する。
いいとも!ゲストLIVE
『森田一義アワー 笑っていいとも!』にゲスト出演したアーティストらが『増刊号』の番組エンディング部分にて、ゲストアーティストが持ち歌・楽曲を披露する。主に海外アーティストが多いが、国内アーティストが出演することもある（例：谷村奈南、平原綾香、氷川きよしなどほか多数）。
いいとも!お笑いLIVE
各曜日日替わりコーナーゲストで来た若手お笑い芸人のネタを披露するコーナー。
聞いていいとも!トークライブ
2012年4月16日放送終了後より放送開始。各曜日レギュラー陣同士で、素朴な疑問や今一番聞きたいことを質問。お互いをよく知りお互いの親交を深め合うトーク企画。
タロット類の館 ネガティブ占い
2012年12月9日放送分から、水曜レギュラーの栗原類が趣味として行っている「タロット占い」を行う。

## 過去のコーナー・企画

### レギュラーコーナー
日曜お気楽組
初代増刊号アナウンサーである中井美穂が当時番組独自コーナーとして企画したコーナー。
いいとも!リクエスト
1990年10月 - 1991年3月まで放送。過去の『いいとも!』の名場面を視聴者からのリクエストに応えて放送。
いいとも!ファンクラブ通信
視聴者から当番組宛に届いたはがきに各曜日レギュラー陣が答えるコーナー。進行は増刊号アナウンサーが担当していた。
当初は、楽屋前の廊下にタモリ以外のレギュラー陣が集合して行っていたが（タモリは回によって参加しないか途中で乱入するかのどちらかだった）、1994年ごろからは放送終了後のスタジオで後説（放送終了後トーク）の代わりに行うようになり、以後『増刊号スペシャル』のコーナーも同様に放送終了後のスタジオで収録する形式が定着した。
テレフォンショッキング出演後○○（ゲスト名）楽屋トーク
テレフォンショッキングに出演し本番を終えた後のテレフォンゲストの楽屋に増刊号のカメラが潜入し、テレフォン出演の感想をスタッフが聞く。
瞬間大ウケランキング
2004年4月から7月まで放送された。
『いいとも!』の1週間を通して、客席のウケ（歓声）が良かったものをランキングにして1位から10位まで発表をする。
いいとも!5DAYS
『いいとも!』の1週間分の名珍場面を振り返るコーナー。
過去に2009年5月3日-同年8月30日までは、『増刊号』の放送開始時間前に放送している テレビアニメ『ONE PIECE』とのコラボレーションとなり、同アニメの登場キャラクターであるルフィ（声：田中真弓）がナビゲーターとして登場していた。
2009年10月4日放送分からは金曜日レギュラーである関根勤とオードリー（若林正恭・春日俊彰）がナビゲート役として、スタジオアルタの屋上やスタジオ内、廊下などから収録・撮影をして放送していた。
また、関根とオードリーの先週1週間の様子やエピソード（出来事）なども紹介していた。
2010年10月3日放送分をもって当コーナーは終了。
その後、2010年12月12日の放送分で復活したが、『特大号』の「いいとも!ものまね歌合戦」の打ち合わせのため欠席した関根勤に代わり、渡部陽一が担当した。
戦場カメラマン渡部陽一のアルタ最前線!
2010年10月10日放送分より開始。
「増刊号特別取材班」の戦場カメラマン・渡部陽一が、『いいとも!』の1週間分の名珍場面を振り返るコーナー。
また、レギュラー陣やゲストの楽屋にお邪魔してインタビューする。
いいとも! 萬DAYS!
『いいとも!』の1週間分の名珍場面を振り返るコーナー。
2011年5月1日放送分から金曜日レギュラーである関根勤、萬田久子、ベッキーがナビゲート役として、スタジオアルタの屋上やスタジオ内の客席、廊下などから収録・撮影をして放送していた。
また、関根と萬田、ベッキーの先週1週間の様子やエピソード（出来事）なども紹介していた。
萬田の番組卒業に伴い、2011年10月2日放送分を以って当コーナーは放送終了した。

## 特別番組

### 新春スペシャル
- 毎年、新年最初の『笑っていいとも!』は『笑っていいとも!増刊号 あけおめスペシャル』あるいは『笑っていいとも!増刊号 大増刷スペシャル』と題して放送されていた。
- 2003年・2004年・2009年から2014年は、通常の『増刊号』の放送時間帯である10:00 - 11:45枠内にて放送。
- 2005年から2008年は、平日の12:00 - 13:30、12:00 - 14:00に『いいとも!』が生放送されている枠内と『ライオンのごきげんよう』が放送されている枠内にて、『増刊号スペシャル』を設けていた。

各年度の放送日時・タイトル
| 放送日        | 曜日 | 放送時間    | 番組タイトル                             | 備考             |
| ------------- | ---- | ----------- | ---------------------------------------- | ---------------- |
| 2003年1月5日  | 日   | 10:00-11:45 | 笑っていいとも!増刊号 大増刷スペシャル   | - 通常放送と同枠 |
| 2004年1月4日  | 日   | 10:00-11:45 | 笑っていいとも!増刊号 大増刷スペシャル   | - 通常放送と同枠 |
| 2005年1月5日  | 水   | 12:00-14:00 | 笑っていいとも!増刊号 大増刷スペシャル   |                  |
| 2006年1月5日  | 木   | 12:00-13:30 | 笑っていいとも!増刊号 あけおめスペシャル |                  |
| 2007年1月4日  | 木   | 12:00-13:30 | 笑っていいとも!増刊号 あけおめスペシャル |                  |
| 2008年1月4日  | 金   | 12:00-14:00 | 笑っていいとも!増刊号 あけおめスペシャル |                  |
| 2009年1月4日  | 日   | 10:00-11:45 | 笑っていいとも!増刊号 あけおめスペシャル | - 通常放送と同枠 |
| 2010年1月10日 | 日   | 10:00-11:45 | 笑っていいとも!増刊号 あけおめスペシャル | - 通常放送と同枠 |
| 2011年1月9日  | 日   | 10:00-11:45 | 笑っていいとも!増刊号 あけおめスペシャル | - 通常放送と同枠 |
| 2012年1月8日  | 日   | 10:00-11:45 | 笑っていいとも!増刊号 あけおめスペシャル | - 通常放送と同枠 |
| 2013年1月6日  | 日   | 10:00-11:45 | 笑っていいとも!増刊号 あけおめスペシャル | - 通常放送と同枠 |
| 2014年1月5日  | 日   | 10:00-11:45 | 笑っていいとも!増刊号 あけおめスペシャル | - 通常放送と同枠 |

オープニング
オープニングでは毎回、タモリとその年の女性増刊号アナウンサーによる新年の挨拶から始まる。毎年、タモリの「笑っていいとも!（増刊号）今年も行ってもいいかな?」の掛け声で番組はスタートする。
主な番組内容・企画
- 前年の年末に『笑っていいとも!特大号』で行われた「ものまね歌合戦」を再放送するほか、各曜日のレギュラー出演者全員による書き初めやオリジナル福袋のプレゼント企画などが行われた。

### FNS27時間テレビ 生スペシャル
- 毎年7月末に生放送される長時間特別番組『FNSの日』の日曜日、10:00 - 12:30頃にかけて『増刊号（生）スペシャル』と題して、生放送のスペシャル版が放送されていた。
- 総合司会の森田一義（タモリ）を始めとする全曜日レギュラー陣が集まる。
- 主に『いいとも!』のコーナーを曜日対抗戦で実施し、優勝曜日を決める年が多かった。
- 1週間の「テレフォンショッキング」のCM中の未公開トークをダイジェストで放送する年もあった。
- オープニングでは、タモリが「今が一番辛い（眠い）時です」と言い[注 16]、曜日レギュラー達から突っ込まれるのが恒例となっていた（このくだりは『いいとも!』終了後の2014年にもタモリの出演したコーナー冒頭で行われた。）。また、ラストではタモリが「それじゃあこの後も27時間テレビを見てくれるかな?」と発したのに続いて出演者・観客全員で「いいとも!」と掛け声を発して終了するのがお約束となっていた。
- 1997年、2002年、2003年は放送自体が無かった。

| 放送日                  | 放送時間      | 番組タイトル                                                                                 | 備考 |
| ----------------------- | ------------- | -------------------------------------------------------------------------------------------- | --- |
| 1987年7月19日           | 09:30-11:45   | 笑っていいとも!臨時増大号                                                                    | |
| 1988年7月17日           | 10:00-12:45   | 笑っていいとも!増刊号 電リクスペシャル                                                       | - 過去のコーナーの映像を電話リクエストで放送する予定だったものの、前夜に実施したCGキャラクターのネーミング募集（結果的に「ノケゾリーナ」と名付けられた）の電話が殺到し、回線がパンク状態となったため急遽中止。そのため、用意されていたVTRを一部流す形となった。放送されたのは初期の日替わりコーナーである「きたかチョーさんまってたドン」、「J&Jのスゴイですねェ！」など。コーナーの最後には1982年10月4日の第1回のオープニングも放送された。コーナー中には鶴瓶やスタジオに来ていた初代青年隊の野々村真が本番中にもかかわらず爆睡している姿が生放送された。 |
| 1989年7月16日           | 10:00-12:30   | 笑っていいとも!増刊号 デラックス                                                             | - 曜日レギュラーのダウンタウンとウッチャンナンチャン、当時の青年隊であるK・ChapS!、元レギュラーの三田寛子がスタジオに駆け付けた。途中には当日時点までの歴代レギュラー陣（青年隊含む）を紹介するVTRが流されたほか、1984年10月12日に行われたさんまへのドッキリがクイズ形式で紹介された。 |
| 1990年7月22日           | 10:00-12:30   | 笑っていいとも!増刊号 スペシャル                                                             | |
| 1991年7月21日           | 09:55‐11:33   | 笑っていいとも!増刊号 スペシャル                                                             | - メインセットのある第6スタジオから放送した。 |
| 1992年7月19日           | 10:00-11:30   | 笑っていいとも!増刊号 スペシャル                                                             | - 曜日レギュラーの一部が参加したが、明石家さんまはエンディングにスタジオへ顔を出しただけで本編には全く参加しなかった。 |
| 1993年7月25日           | 09:30-11:30   | 笑っていいとも!増刊号 スペシャル                                                             | - この回から河田町のフジテレビのスタジオにスタジオアルタで当時使用していたものと同じセット（セットはアルタとは異なり書き割り）を建てて放送。オープニングもこの回から1999年までは通常と同じく『ウキウキWatching』を歌ってから全曜日のレギュラーが左右の扉から登場するようになった。 |
| 1994年7月24日           | 10:30-12:30   | 笑っていいとも!増刊号 スペシャル                                                             | |
| 1995年7月16日           | 10:00-12:30   | 笑っていいとも!増刊号 スペシャル                                                             | - 木曜レギュラーの笑福亭鶴瓶と金曜レギュラーの明石家さんまが増刊号の企画で対決をし鶴瓶が負けたため、罰ゲームとして鶴瓶がさんまの自宅を掃除している映像を公開。 |
| 1996年7月14日           | 10:00-12:45   | 笑っていいとも!増刊号 スペシャル                                                             | - 河田町社屋からの放送はこの年が最後。 |
| 1998年7月19日           | 09:30-11:30   | 笑っていいとも!増刊号 スペシャル                                                             | - 2年ぶりの放送。この年は、平日の放送と同様に新宿・スタジオアルタから生放送された。 |
| 1999年7月18日           | 10:00-12:00   | 笑っていいとも!増刊号 スペシャル                                                             | - この年から、お台場・本社からの生放送となった。 |
| 2000年7月9日            | 10:00-12:30   | 笑っていいとも!増刊号 スペシャル                                                             | |
| 2001年7月22日           | 10:30-12:00   | FNSの日★ 笑っていいとも!増刊号 スペシャル                                                    | ・木曜レギュラーの笑福亭鶴瓶は、この年を最後に、2004年から2011年までの「増刊号生スペシャル」には出演しなくなった。2005年は、鶴瓶が「FNS25時間テレビ」の総合司会を担当したが、この年の25時間テレビの通し企画で、鶴瓶がスタジオから逃亡する企画が進行していたため、結局「笑っていいとも!増刊号生スペシャル」には出演しなかった。2012年の「FNS27時間テレビ笑っていいとも!真夏の超団結特大号」には、オープニングからエンディングまで出演。しかし、2013年FNS27時間テレビの「笑っていいとも!スペシャル」には出演しなかった。                                     |
| 2004年7月25日           | 9:30-11:30    | FNS27時間テレビ 笑っていいとも!増刊号 生スペシャル                                           | - タモリが「テレフォンショッキング」のテレフォンゲストという形で初出演。 - 3年ぶりの放送。 - オープニングでは2000年2月以来、4年5か月ぶりとなる『ウキウキWatching』の歌唱が行われ、総合司会のナインティナインと中居正広が青年隊役を務めた。 - 総合司会を務めていたナインティナイン岡村隆史がタモリ役となり、客席には岡村と共に総合司会を務めていた相方の矢部浩之、中居正広（火曜レギュラー）が座っていた。 |
| 2005年7月24日           | 9:30-12:00    | FNS25時間テレビ 笑っていいとも!増刊号 生スペシャル                                           | |
| 2006年7月16日           | 10:00-12:30   | FNS26時間テレビ 笑っていいとも!増刊号 生スペシャル                                           | |
| 2007年7月29日           | 10:00-12:30   | FNS27時間テレビ 笑っていいとも!増刊号 生スペシャル                                           | |
| 2008年7月27日           | 10:30-13:00   | FNS27時間テレビ 笑っていいとも!増刊号 生スペシャル                                           | - 総合司会の明石家さんまが「テレフォンショッキング」のテレフォンゲストという形で生出演。 |
| 2009年7月26日           | 10:30-12:30   | FNSの日26時間テレビ 笑っていいとも!増刊号 生スペシャル                                       | - 総合司会の島田紳助が「テレフォンショッキング」のテレフォンゲストに22年ぶりに生出演。 |
| 2010年7月25日           | 10:30-12:30   | FNSの日26時間テレビ 笑っていいとも!増刊号 生スペシャル                                       | |
| 2011年7月24日           | 11:15-12:35   | FNS27時間テレビ 笑っていいとも!増刊号 生スペシャル                                           | - 総合司会の岡村隆史（ナインティナイン）は中居正広 (SMAP) と同じく火曜チームとして参加。 - それ以外のエピソードは2010年代に関する項を参照。 |
| 2012年7月21日 - 7月22日 | 18:30-翌20:54 | FNS27時間テレビ 笑っていいとも!真夏の超団結特大号!! 徹夜でがんばっちゃってもいいかな?        | - 詳細は2010年代に関する項を参照。 |
| 2013年8月4日            | 10:20-12:00   | FNS27時間テレビ 笑っていいとも!Presents 眠気なんて吹っ飛ばせ! チャレンジするなら? 今でしょSP | - 今回は番組タイトル名が『笑っていいとも!増刊号』ではなく『笑っていいとも!』単体となった。 |

- 2008年に総合司会を務めた明石家さんまと2009年に総合司会を務めた島田紳助は「テレフォンショッキング」のコーナーにテレフォンゲストとして出演。なお、紳助は翌2010年も総合司会を務めたが、この回は「テレフォンショッキング」は行われず、紳助は他コーナーに出演。
- 1987年、1996年、1999年の3回は2部制だった。
- 増刊号の生放送スペシャル最後の放送年となった2013年の放送では、『増刊号』ではなく『笑っていいとも!』として放送され、番組の主題歌である『ウキウキwatching』が流れず、「テレフォンショッキング」が行われなかった。

## 特別番組などでの異時放送・休止

### 重大ニュース
長期間に亘る放送の中で、臨時ニュースなどで放送を中断する事も多くある。過去に『FNN報道特別番組』や臨時ニュースなどで、急遽（もしくは予定通りに）休止・途中中断・一時中断などの処置が採られた主な出来事は以下の通りである。
- 昭和天皇の崩御（1989年1月7日）大喪の礼（同2月24日）や阪神・淡路大震災（兵庫県南部地震、1995年（平成7年）1月17日）など重大ニュースのために通常放送が大幅に休止・変更された場合、過去の放送を編集した特別版を放送したこともあった。
- 1988年9月25日は前週に昭和天皇が倒れたために映画「子猫物語」に差し替えられた。
- 1995年1月22日の『増刊号』は内容を大幅に変更し「リクエスト特集」と題して過去放送のVTRから厳選したものを放送。同年1月16日（テレフォンゲスト：岸谷五朗）を含む「テレフォンショッキングダイジェスト」は翌週1月29日に持ち越して放送した。
- 2003年3月23日放送分は、イラク戦争開戦。『増刊号』の中で、未放送シーンが放送された。
- 2007年3月25日、石川県能登半島沖で発生したM7.1の地震では、（「テレフォンショッキング」総集編のコーナーが終わった）10:30頃から約20分間断続的に地震関連ニュースを挿入。その後は逆L字放送で対応。一部地域では津波注意報の地図テロップが挿入された。
- 2009年4月5日、北朝鮮がミサイルを発射したとの臨時ニュースで「座っていいとも!」コーナーの途中から休止。奇しくもこの日は同年3月29日まで遅れネットで放送されていた沖縄テレビが同時ネットに格上げされ、フジテレビ系列全局が通常時では同時ネットによるフルネット放送になったばかりだった。なお、この日の『森田一義アワー 座っていいとも!』は未公開シーンが翌週に放送された。
- 2010年2月28日、チリ大地震に伴う津波の緊急ニュースにより、一度目のCM明けの10:15頃からの約10分間、番組を一時中断し、本来の放送の二度目のCM明けに設定されていた部分から放送を再開した。
- 2011年3月20日[注 17] も特別番組「東日本大震災特別番組 地震から10日 今できること」が放送されたために放送休止となった。

### オリンピック中継
- 1996年7月21日放送では、アトランタ夏季五輪中継のために11:45-13:30 に放送された（直前の『おそく起きた朝は…』は11:00から、直後でコンプレックス枠を構成しているもう一方の『産経テレニュース』は11:35から11:45まで、後続番組の『上岡龍太郎にはダマされないぞ!』は13:30から放送された）。

### マラソン中継
- 毎年、日曜日の12:00 - 14:55 にかけてマラソン中継（毎年1月最終週「大阪国際女子マラソン」、毎年3月の第2週目「名古屋国際女子マラソン」（2010年まで））などが生放送される場合は、11:45から事前情報番組を放送する関係で、当番組の放送時間を10分繰り上げて10:00 - 11:35 の放送となる（『産経テレニュースFNN』は11:40からの短縮放送）。場合によっては通常放送の場合がある。
  - 2012年以降、3月第2日曜日に行われる「名古屋ウィメンズマラソン」の放送時間は9:00 - 11:50 のため、『増刊号』の放送は休止。
- 2007年2月18日・2009年3月22日・2011年2月27日・2013年2月24日には、9:00 - 11:50 の時間帯に『東京マラソン』の生中継があり、この場合、この週の『増刊号』の放送が休止される（なお、先週の放送分の「テレフォンショッキング」などすべて、翌週に当週分と合わせて、計10日分（2週間分）をダイジェストして放送される）。
  - 以降の奇数年のこの時期は、「東京マラソン」中継で1週だけ放送が休止される[注 3]。

### 特別番組
- 1985年7月14日は『THE 地球CONCERT LIVE AID』(FNSの日の前身番組)のため休止となった。その週のダイジェストの対応等については不明。
- 1987年から毎年夏に生放送されていた大型特別番組『FNS27時間テレビ』で当時裏番組の司会者だったみのもんたが総合司会の「FNS27時間テレビ みんなのうた」として放送した2002年・2003年でもその翌週に週末に「FNS27時間テレビ みんなのうた」があった週とその週の「テレフォンショッキング」などを放送していた。
- また、2004年（平成16年）以後「FNS27時間テレビ」の放送があった翌週に2週間の総集編を放送している（2004年はタモリはテレフォンゲスト・ナインティンナインの岡村隆史はMCの「テレフォンショッキング」の完全版（CM中の部分を含む）などを放送した）。
- 2006年12月31日は、「2007かくし芸への道」（一部地域を除く）などの年末特番のために休止し、12月25-28日に放送された分は翌週2007年1月7日に翌年1月5日に放送した分を含め放送された。

## スタッフ

### 最終回時点
- ナレーション：斉藤舞子
- 構成：金森直哉、大井達朗、堀由史 / 鶴間政行 / 樋口卓治、酒井健作、小野高義、樅野太紀、都築浩
- スーパーバイザー：高平哲郎
- 振り付け：渡辺美津子、JUN
- 編集：鈴木敬二（D-Craft）、渡邉実（IMAGICA）、中島史雄、小谷田早彩、西村菜那子
- MA（マルチオーディオ）：雲類鷲慶太
- 音響効果：越塚仁士、南舘祥恵
- TK（タイムキーパー）：西田恵子
- AP（アシスタントプロデューサー）：黒柳法子（以前は制作進行）
- 連絡：小林琴美
- AD（アシスタントディレクター）：大野和幸
- 編成：夏野亮（フジテレビ）
- 監修：黒木彰一（フジテレビ、以前は8代目CP）
- オブザーバーD：印田弘幸・鈴木剛（チェリーズ）
- 制作プロデューサー：及川俊明・伊戸川俊伸（オイコーポレーション）
- 各曜日ディレクター：木月洋介・中川将史・鈴木善貴・山田賢太郎・高橋正尚（全員フジテレビ）
- ディレクター：杉原裕一、庄司裕暁（FCC）、東隆志（当時クリーク・アンド・リバー社）
- プロデューサー：春名剛生・上野貴央[注 18]・河本晃典（全員フジテレビ）
- チーフプロデューサー：中嶋優一（10代目、フジテレビ）
- スタッフ協力：日放、オイコーポレーション[注 19]
- 衣裳協力：創作屋、OPELKA、fukurou、ROXY、コナカ、洋服の青山、ダイアナ、SOPH.、ROEN、はるやま、YUKI TORII、roar、GLOBAL WORK、NO ID.、JUMBLE STORE、SUIT SELECT、RNA inc.、ISETAN、Dickies、P.S.FA、夢展望
- 技術協力：スタジオアルタ
- 制作協力：田辺エージェンシー
- 制作：フジテレビバラエティ制作部
- 制作著作：フジテレビ

### 歴代のスタッフ
- ディレクター：木村基子（初代）
- プロデューサー・チーフプロデューサー：横澤彪（初代） → 佐藤義和（2代目） → 山縣慎司（3代目） → 荒井昭博（4代目） → 坪田譲治（5代目） → 石井浩二（6代目） → 清水泰貴（7代目） → 塩谷亮（9代目）

## ネット局

### 番組終了時のネット局
| 放送対象地域   | 放送局                   | 系列                                         | 放送日時           | ネット状況 | 脚注                                             |
| -------------- | ------------------------ | -------------------------------------------- | ------------------ | ---------- | ------------------------------------------------ |
| 関東広域圏     | フジテレビ (CX)          | フジテレビ系列                               | 日曜 10:00 - 11:45 | 制作局     |                                                  |
| 北海道         | 北海道文化放送 (UHB)     | フジテレビ系列                               | 日曜 10:00 - 11:45 | 同時ネット | [ 注 20 ]                                        |
| 岩手県         | 岩手めんこいテレビ (mit) | フジテレビ系列                               | 日曜 10:00 - 11:45 | 同時ネット | [ 注 21 ]                                        |
| 宮城県         | 仙台放送 (OX)            | フジテレビ系列                               | 日曜 10:00 - 11:45 | 同時ネット | [ 注 22 ] [ 注 23 ]                              |
| 秋田県         | 秋田テレビ (AKT)         | フジテレビ系列                               | 日曜 10:00 - 11:45 | 同時ネット | [ 注 24 ]                                        |
| 山形県         | さくらんぼテレビ (SAY)   | フジテレビ系列                               | 日曜 10:00 - 11:45 | 同時ネット | [ 注 25 ]                                        |
| 福島県         | 福島テレビ (FTV)         | フジテレビ系列                               | 日曜 10:00 - 11:45 | 同時ネット | [ 注 26 ]                                        |
| 新潟県         | 新潟総合テレビ (NST)     | フジテレビ系列                               | 日曜 10:00 - 11:45 | 同時ネット | [ 注 27 ] [ 注 28 ]                              |
| 長野県         | 長野放送 (NBS)           | フジテレビ系列                               | 日曜 10:00 - 11:45 | 同時ネット | [ 注 29 ]                                        |
| 静岡県         | テレビ静岡 (SUT)         | フジテレビ系列                               | 日曜 10:00 - 11:45 | 同時ネット |                                                  |
| 富山県         | 富山テレビ (BBT)         | フジテレビ系列                               | 日曜 10:00 - 11:45 | 同時ネット | [ 注 30 ]                                        |
| 石川県         | 石川テレビ (ITC)         | フジテレビ系列                               | 日曜 10:00 - 11:45 | 同時ネット | [ 注 31 ]                                        |
| 福井県         | 福井テレビ (FTB)         | フジテレビ系列                               | 日曜 10:00 - 11:45 | 同時ネット | [ 注 32 ]                                        |
| 中京広域圏     | 東海テレビ (THK)         | フジテレビ系列                               | 日曜 10:00 - 11:45 | 同時ネット | [ 注 33 ]                                        |
| 近畿広域圏     | 関西テレビ (KTV)         | フジテレビ系列                               | 日曜 10:00 - 11:45 | 同時ネット | [ 注 34 ] [ 注 35 ]                              |
| 鳥取県・島根県 | 山陰中央テレビ (TSK)     | フジテレビ系列                               | 日曜 10:00 - 11:45 | 同時ネット | [ 注 36 ] [ 注 37 ]                              |
| 岡山県・香川県 | 岡山放送 (OHK)           | フジテレビ系列                               | 日曜 10:00 - 11:45 | 同時ネット | [ 注 38 ] [ 注 39 ] [ 注 40 ]                    |
| 広島県         | テレビ新広島 (TSS)       | フジテレビ系列                               | 日曜 10:00 - 11:45 | 同時ネット | [ 注 41 ] [ 注 40 ]                              |
| 愛媛県         | テレビ愛媛 (EBC)         | フジテレビ系列                               | 日曜 10:00 - 11:45 | 同時ネット | [ 注 36 ] [ 注 40 ]                              |
| 高知県         | 高知さんさんテレビ (KSS) | フジテレビ系列                               | 日曜 10:00 - 11:45 | 同時ネット | [ 注 42 ] [ 注 36 ] [ 注 40 ]                    |
| 福岡県         | テレビ西日本 (TNC)       | フジテレビ系列                               | 日曜 10:00 - 11:45 | 同時ネット | [ 注 43 ] [ 注 44 ]                              |
| 佐賀県         | サガテレビ (STS)         | フジテレビ系列                               | 日曜 10:00 - 11:45 | 同時ネット | [ 注 45 ] [ 注 46 ]                              |
| 長崎県         | テレビ長崎 (KTN)         | フジテレビ系列                               | 日曜 10:00 - 11:45 | 同時ネット | [ 注 47 ] [ 注 48 ]                              |
| 熊本県         | テレビくまもと (TKU)     | フジテレビ系列                               | 日曜 10:00 - 11:45 | 同時ネット | [ 注 49 ] [ 注 50 ]                              |
| 大分県         | テレビ大分 (TOS)         | 日本テレビ系列 フジテレビ系列                | 日曜 10:00 - 11:45 | 同時ネット | [ 注 51 ] [ 注 52 ] [ 注 53 ] [ 注 3 ] [ 注 54 ] |
| 宮崎県         | テレビ宮崎 (UMK)         | フジテレビ系列 日本テレビ系列 テレビ朝日系列 | 日曜 10:00 - 11:45 | 同時ネット | [ 注 55 ] [ 注 3 ] [ 注 46 ]                     |
| 鹿児島県       | 鹿児島テレビ (KTS)       | フジテレビ系列                               | 日曜 10:00 - 11:45 | 同時ネット | [ 注 56 ]                                        |
| 沖縄県         | 沖縄テレビ (OTV)         | フジテレビ系列                               | 日曜 10:00 - 11:45 | 同時ネット | [ 注 57 ] [ 注 3 ] [ 注 46 ] [ 注 58 ]           |

### 途中打ち切りのネット局
| 放送対象地域 | 放送局     | 系列           | 放送日時（打ち切り時点） | ネット状況                  | 脚注                          |
| ------------ | ---------- | -------------- | ------------------------ | --------------------------- | ----------------------------- |
| 青森県       | 青森テレビ | TBS系列        | 日曜 15:00 -             | 遅れネット                  | [ 注 59 ]                     |
| 岩手県       | テレビ岩手 | 日本テレビ系列 | 土曜 12:00 - 13:50       | 遅れネット                  | [ 注 60 ]                     |
| 山形県       | 山形テレビ | テレビ朝日系列 | 日曜 13:00 -             | 遅れネット                  | [ 注 61 ]                     |
| 高知県       | 高知放送   | 日本テレビ系列 | 日曜 10:00 - 11:25       | 同時ネット （途中飛び降り） | [ 注 62 ]                     |
| 山口県       | テレビ山口 | TBS系列        | 土曜 13:40 - 15:25       | 遅れネット                  | [ 注 63 ] [ 注 64 ] [ 注 53 ] |

### ネット局に関する備考
- 2009年4月5日に沖縄テレビの同時ネット化により、放送開始から26年半でようやくフジテレビ系列全局で同時ネットで放送されるようになった（奇しくも当該回は#重大ニュースで前述の通り、番組が臨時ニュースで中断）。しかし、#概要で前述の通り、フジテレビ系列全局で通常時での同時ネット化を達成した後も、ネットワークセールス枠への転換は最後まで実施されず、全編ローカルセールス枠で放送され続けた。

## 関連商品

### 書籍
- フジテレビ編『タモリの笑っていいとも! 世界にひろげよう友だちの輪ッ part1』（サンケイ出版、1983年、ISBN 4-383-02256-1）
- フジテレビ編『タモリの笑っていいとも! 世界にひろげよう友だちの輪ッ part2』（サンケイ出版、1983年、ISBN 4-383-02272-3）
- フジテレビ編『タモリの笑っていいとも! 世界にひろげよう友だちの輪ッ part3』（サンケイ出版、1983年、ISBN 4-383-02287-1）
- フジテレビ編『タモリの笑っていいとも! 世界にひろげよう友だちの輪ッ part4』（サンケイ出版、1984年、ISBN 4-383-02311-8）
- フジテレビ編『タモリの笑っていいとも! 世界にひろげよう友だちの輪ッ part5』（サンケイ出版、1984年、ISBN 4-383-02320-7）
- フジテレビ編『タモリの笑っていいとも! 世界にひろげよう友だちの輪ッ part6』（サンケイ出版、1984年、ISBN 4-383-02332-0）
- 笑っていいとも!殺人事件 名探偵タモリ誕生する（サンケイ出版、1986年3月、ISBN 978-4383024662）
- タモリ、笑福亭鶴瓶『タモリ鶴瓶のおぼえてるでェ!』（フジテレビ出版、1987年、ISBN 4-594-00180-7）
- タモさん、トコさんの金言・格言色紙でどうじょ!（ベストセラーズ、1989年1月、ISBN 978-4-584-00681-8）
- タモさん、トコさんの金言・格言色紙でどうじょ! Part2（ベストセラーズ、1989年6月、ISBN 978-4-584-00697-9）
- タモリ・ウッチャンナンチャンの世紀末クイズ それ絶対やってみよう（フジテレビ出版、1991年8月、ISBN 978-4-594-00793-5）
- タモリの、ダウンタウンも世紀末クイズ それ絶対やってみよう2（フジテレビ出版、1991年12月、ISBN 978-4-594-00854-3）
- タモリ・ウッチャンナンチャンのダウンタウンもみんないっしょに世紀末クイズ それ絶対やってみよう3（フジテレビ出版、1992年4月、ISBN 978-4-594-00925-0）
- 笑っていいとも!編『タモリの世紀末伝説 関根くん家とマチャミん家のおかしな人々』（フジテレビ出版、1993年12月、ISBN 978-4-594-01321-9）
- 世紀末ゲーム 爆笑!オールスタータモリンピック（フジテレビ出版、ISBN 978-4-594-01080-5、1992年11月）
- 笑っていいとも!あー（学研、ISBN 978-4-05-400933-2、1997年11月）
- LOVE LETTERS すばらしいラブレターの世界（ワニブックス、ISBN 978-4-8470-3269-1、1997年12月）
- 森田一義アワー 笑っていいとも! 秘密のつながりグランプリ（興陽館、ISBN 978-4-87723-128-6、1998年12月）
- 森田一義アワー 笑っていいとも! インスタントイングリッシュ〜おばちゃん海外輸出計画〜（フジテレビ出版・扶桑社出版、ISBN 4-594-02711-3、1999年5月30日）
- 森田一義アワー 笑っていいとも!「Mr.ビジョアル」写真集（ISBN 978-4-83425-203-3、集英社・ホーム社、1999年6月17日）
- 森田一義アワー 笑っていいとも!超変身ビフォー・アフターコンテスト（ISBN 978-4-59-402907-4、フジテレビ出版、2000年5月）
- 科学実験で笑っていいとも!（学研マーケティング（学研M文庫）、ISBN 978-4-05-902015-8、2000年11月）
- 森田一義アワー 笑っていいとも! 曜日対抗いいとも選手権!!BESTゲーム集88（河出書房新社、ISBN 978-4-309-26596-4、2002年10月20日）
- 目指せ!達筆王〜すぐに上達する132のコツ〜（扶桑社、ISBN 4-594-05113-8、2006年3月23日）
- 私服だらけの『中居正広増刊号』〜輝いて〜（扶桑社、ISBN 978-4-594-06018-3、2009年8月18日）
- 恋していいとも!あるある川柳（扶桑社刊、ISBN 978-4-594-06270-5、2010年9月17日）
- 私服だらけの『中居正広増刊号』〜輝いてPart2〜（扶桑社、ISBN 978-4-594-06733-5、2012年12月11日）
- 私服だらけの『中居正広増刊号』〜輝いてPart3〜（扶桑社、ISBN 978-4-594-06740-3、2013年1月15日）
- 嫁タレVSハライチ澤部 夢の炊き込みご飯 夢炊き屋 レシピ（扶桑社、ISBN 978-4-594-06936-0、2013年10月22日）
- 私服だらけの『中居正広増刊号』〜輝いてPart4〜（扶桑社、ISBN 978-4-594-07034-2、2014年4月18日）

### グッズ
- フジテレビ本社屋7階「エフアイランド」、東京駅、東名高速海老名SA（上り線）[注 65] などにあるフジテレビショップでは、上記に紹介した書籍（絶版除く）や「青汁まんじゅう」など、いいとも!関連グッズを販売していた。

### CD
- 笑っていいとも!コンピレーション・マイクロミニアルバム 発表!知らなきゃイケない!?最新ワード展覧会（2010年5月12日CD発売）

### テレビゲーム
- 笑っていいとも!タモリンピック（アテナ、スーパーファミコン、1994年4月28日発売）

## 関連番組
- 森田一義アワー 笑っていいとも!
- 笑っていいとも!特大号
- 笑っていいとも!新春祭
- 笑っていいとも!春・秋の祭典スペシャル
- 夜の笑っていいとも!春・秋のドラマ特大号
- FNS27時間テレビ 笑っていいとも!真夏の超団結特大号!!徹夜でがんばっちゃってもいいかな?
- FNSの日
- タモリの突撃ナマ放送
- タモリの歌謡スター笑
- 日本全国ひる休み
- 笑ってる場合ですよ!
- もう一度笑ってる場合ですよ!
- ライオンのいただきます
- ライオンのごきげんよう
- タモリ・中居のドラマチック・リビングルーム
- 夜明けのラヴィット!：2023年4月よりTBSテレビ制作で土曜朝に放送されており、同局制作で平日朝の帯に生放送されている『ラヴィット!』の1週間のダイジェストや生放送後のトークを放送しているところが「増刊号」と共通している[32] [33]。